# Amelia Earhart
Amelia Earhart (IPA: /ˈɛərhɑːrt/) là người Mỹ, nổi tiếng vì là một phụ nữ đầu tiên trên Thế giới làm phi công và cũng là nữ phi công can đảm, quyết đoán đầu tiên trên Thế giới thực hiện chuyến bay một mình thành công xuyên Đại Tây Dương. Bà còn là một nhà báo, một nhà văn, nổi tiếng do kể lại những chuyến phiêu lưu của mình, đồng thời đã tích cực đấu tranh cho nữ quyền cũng như khích lệ phụ nữ tham gia mọi hoạt động xã hội. Một trong những câu nói của bà được nhiều người ưa thích nhất - khi bà được khuyên là không nên làm những việc nguy hiểm đến tính mạng - đó là câu nói: "Người ta không sợ chết như thế nào, mà phải là sống ra sao".
Bà có tên đầy đủ là Amelia Mary Earhart, sinh ngày 24 tháng 7 năm 1897, được cho là mất tích ngày 2 tháng 7 năm 1937 trong một tai nạn máy bay, và được Chính phủ Hoa Kỳ chính thức thông báo tử nạn ngày 5 tháng 1 năm 1939. Bà là người phụ nữ đầu tiên được nhận Distinguished Flying Cross của Hoa Kỳ, đồng thời cũng  lập ra nhiều kỷ lục thế giới, tác giả của các cuốn sách về kinh nghiệm bay của mình được bán chạy nhất lúc sinh thời; bà còn đóng vai trò chủ chốt trong việc thành lập The Ninety-Nines, một tổ chức cho các phi công nữ. Earhart trở thành thành viên của khoa hàng không Đại học Purdue năm 1935 với nhiệm vụ đưa ra lời khuyên cho những phụ nữ có ước muốn trở thành phi công. Bà cũng là thành viên của National Woman's Party và là người ủng hộ việc sửa đổi về quyền bình đẳng.
Trong một nỗ lực thực hiện chuyến bay vòng quanh Trái Đất năm 1937 trong chiếc Lockheed Model 10 Electra, Earhart đã mất tích giữa trung tâm Thái Bình Dương gần đảo Howland. Chính phủ Mỹ đã bỏ ra nhiều tiền bạc để tìm kiếm bà. Nhưng rốt cuộc, cuộc tìm kếm này đã không thành công. Sự mất tích của Earhart vãn còn là chủ đề gây tranh cãi cho đến tháng 12 năm 2010, khi một đoàn sinh viên đại học tìm thấy hài cốt của một phụ nữ trẻ trên đảo Nikumaroro (Phoenix, Kiribati). Những xét nghiệm DNA cho ra kết luận không dứt khoát để có thể kết luận đây chính là nữ phi công nổi tiếng hay không.

## Tiểu sử

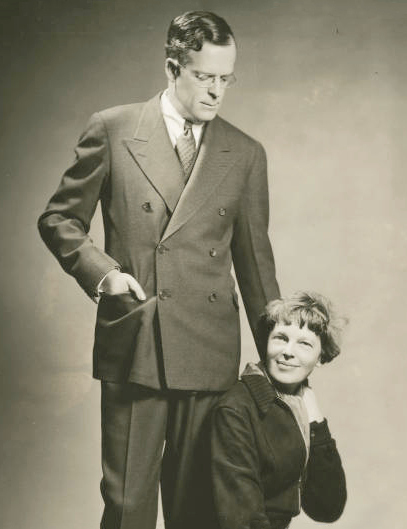
Ảnh chụp George Palmer Putnam cùng vợ là Amelia Earhart (1930 kho lưu trữ của Đại học Purdue).

## Sách của Earhart
Earhart còn là một tác giả thành công và được biết đến rộng rãi. Bà làm việc cho tạp chí Cosmopolitan với vai trò biên tập viên mục hàng không từ năm 1928 đến 1930. Nhiều chuyên mục tạp chí, báo, các bài luận văn và đã xuất bản 2 cuốn sáng dựa vào kinh nghiệm khi là một phi công trong cuộc đời của bà:
- 20 giờ 40 phút (1928) (tên gốc 20 Hrs., 40 Min.) là một chuyên mục tạp chí về kinh nghiệm của bà trong vai trò nữ hành khách đầu tiên bay xuyên Đại Tây Dương.
- Niềm vui của nó (1932) (tên gốc The fun of it) là hồi ký của bà về kinh nghiệm bay và cũng là một bài luận về phụ nữ trong ngành hàng không.
- Chuyến bay cuối (1937) (tên gốc Last flight) gồm những mục nhật kí định kì Earhart gửi về Mỹ trong nỗ lực bay quanh địa cầu của bà, được xuất bản trên báo vào những tuần trước khi bà rời khỏi New Guinea. Được biên soạn bởi chồng bà là GP Putnam sau khi bà biến mất trên Thái Bình Dương, nhiều sử gia xem cuốn sách này chỉ có một phần công của Earhart.

## Liên kết
- Goldstein, Donald M. and Katherine V. Dillon. Amelia: The Centennial Biography of an Aviation Pioneer. Washington, D.C.: Brassey's, 1997. ISBN 1-57488-134-5.
- Oakes, Claudia M. United States Women in Aviation 1930–1939. Washington, D.C.: Smithsonian Institution Press, 1985. ISBN 0-87474-380-X.
- Lovell, Mary S. The Sound of Wings. New York: St. Martin's Press, 1989. ISBN 0-312-03431-8.
- A 1930's American Hope, Amelia Earhart, Essay by Mariette Vermeulen, ngày 3 tháng 4 năm 1997
- Amelia Earhart Birthplace Museum
- Amelia Earhart Collection of Papers, Memorabilia and Artifacts The world's largest collection of Earhart photographs, artifacts and correspondence. More than 600 photos are now online
- Amelia Earhart's Flight Across America: Rediscovering a Legend
- Amelia Earhart Official Web site
- Amelia Earhart: On The Future Of Women In Flying (listen online)
- Museum of Women Pilots
- Amelia Earhart Memorial flight Recreation Lưu trữ ngày 14 tháng 12 năm 2007 tại Wayback Machine
- Life and Mystery of Amelia Earhart slideshow by Life magazine Lưu trữ ngày 29 tháng 7 năm 2010 tại Wayback Machine
- Transcript of interview with Earhart biographer Susan Butler, 1997 Lưu trữ ngày 13 tháng 10 năm 2007 tại Wayback Machine
- Amelia Earhart interview following the 1932 transatlantic flight
- General Correspondence: Earhart, Amelia, 1932–1934, The Wilbur and Orville Wright Papers at the Library of Congress
- Speech by Amelia Earhart from the collection American English Dialect Recordings, Library of Congress
- CG cutter Itasca and the search for Earhart